# Rumon Gamba
Rumon Gamba (né le 24 novembre 1972), est un chef d'orchestre anglais d'origine italienne.

## Biographie
Il a étudié la musique à l'Université de Durham, et ensuite à la Royal Academy of Music de Londres, où il a étudié la direction avec Colin Metters (en), George Hurst et Sir Colin Davis. Il est devenu le premier élève chef d'orchestre à obtenir le DipRAM (le diplôme d'interprète de la Royal Academy of Music). Il a gagné en 1998 le Lloyds Bank BBC Young Musicians Conductors Workshop. En 1998, il a rejoint l'Orchestre philharmonique de la BBC comme chef d'orchestre adjoint, et est devenu plus tard chef associé. Il a quitté l'orchestre en 2002.
Gamba a été chef d'orchestre et directeur musical de l'Orchestre symphonique d'Islande de 2002 à 2010. Il a d'abord dirigé au NorrlandsOperan (en) dans le nord de la Suède dans un concert de musique anglaise en 2007. Par la suite, en octobre 2008, il a été nommé prochain chef d'orchestre et directeur musical du NorrlandsOperan, avec un contrat initial de trois ans, à compter de la saison 2009-2010. En mars 2011, Gamba a été nommé chef d'orchestre principal de l'Orchestre symphonique Aalborg, et a officiellement pris ses fonctions pendant la saison 2011-2012. Son contrat initial est de trois ans.
Après avoir interprété Candide pour sa première production par l'English National Opera, il est retourné dans ce théâtre en 2011 pour diriger la première mondiale de l'opéra Two Boys de Nico Muhly.
Au cours de la semaine d'ouverture du festival de la Capitale européenne de la culture à Umeå en janvier 2014, Gamba a dirigé le cycle complet des symphonies de Beethoven dans le Konsertsalen. Chacune des neuf symphonies a été précédée par la création d'une nouvelle œuvre d'un compositeur contemporain. Gamba a indiqué que l'objectif était de faire quelque chose qui consistait «dépoussiérer les toiles d'araignée». Les concerts étaient tous diffusés à la radio suédoise.
Gamba a effectué un certain nombre d'enregistrements pour le label Chandos Records, en particulier dans leur série Musiques de Film. Avec l'Orchestre philharmonique de la BBC, Gamba a enregistré des œuvres de divers compositeurs, dont Richard Addinsell, John Addison, Malcolm Arnold, Arnold Bax, Bernard Herrmann, Erich Wolfgang Korngold, et Ralph Vaughan Williams. Avec l'Orchestre symphonique d'Islande, il a enregistré la musique de Vincent d'Indy. Il a également enregistré la musique de Lord Berners (en) et Constant Lambert avec l'Orchestre de concert de la BBC (en).
En 2006, son CD de The Film Music de Erich Wolfgang Korngold avec le BBC Philharmonic a été nommé dans la section classique Crossover album aux 49e Grammy Awards.

## Discographie
- Symphonie nº 7, Op. 113 de Malcolm Arnold (2001) Rumon Gamba et l'Orchestre philharmonique de la BBC chez Chandos Records CHAN 9967 ()
- Symphonie nº 8, Op. 124 de Malcolm Arnold (2001) Rumon Gamba et l'Orchestre philharmonique de la BBC chez Chandos Records CHAN 9967 ()
- Symphonie nº 9, Op. 128 de Malcolm Arnold (2001) Rumon Gamba et l'Orchestre philharmonique de la BBC chez Chandos Records CHAN 9967 ()

## Source de la traduction
- (en) Cet article est partiellement ou en totalité issu de l’article de Wikipédia en anglais intitulé « Rumon Gamba » (voir la liste des auteurs).